# Chenopodium berlandieri
Chenopodium berlandieri, (en anglès pitseed goosefoot, huauzontle, i lamb's quarters), és una espècie de planta herbàcia anual amarantàcia. El seu nom científic és un homenatge al naturalista francès Jean-Louis Berlandier.
És planta nativa d'Amèrica del Nord des d'Alaska a Michoacán, Mèxic. És de creixement ràpid i pot arribar a fer 3 m d'alt.
És considerada com una mala herba però els amerindis se n'alimentaven com un pseudocereal, similar a l'estretament relacionada quinoa C. quinoa. Encara es continua cultivant a Mèxic com a verdura de fulla i pels seus brots florals.

## Taxonomia

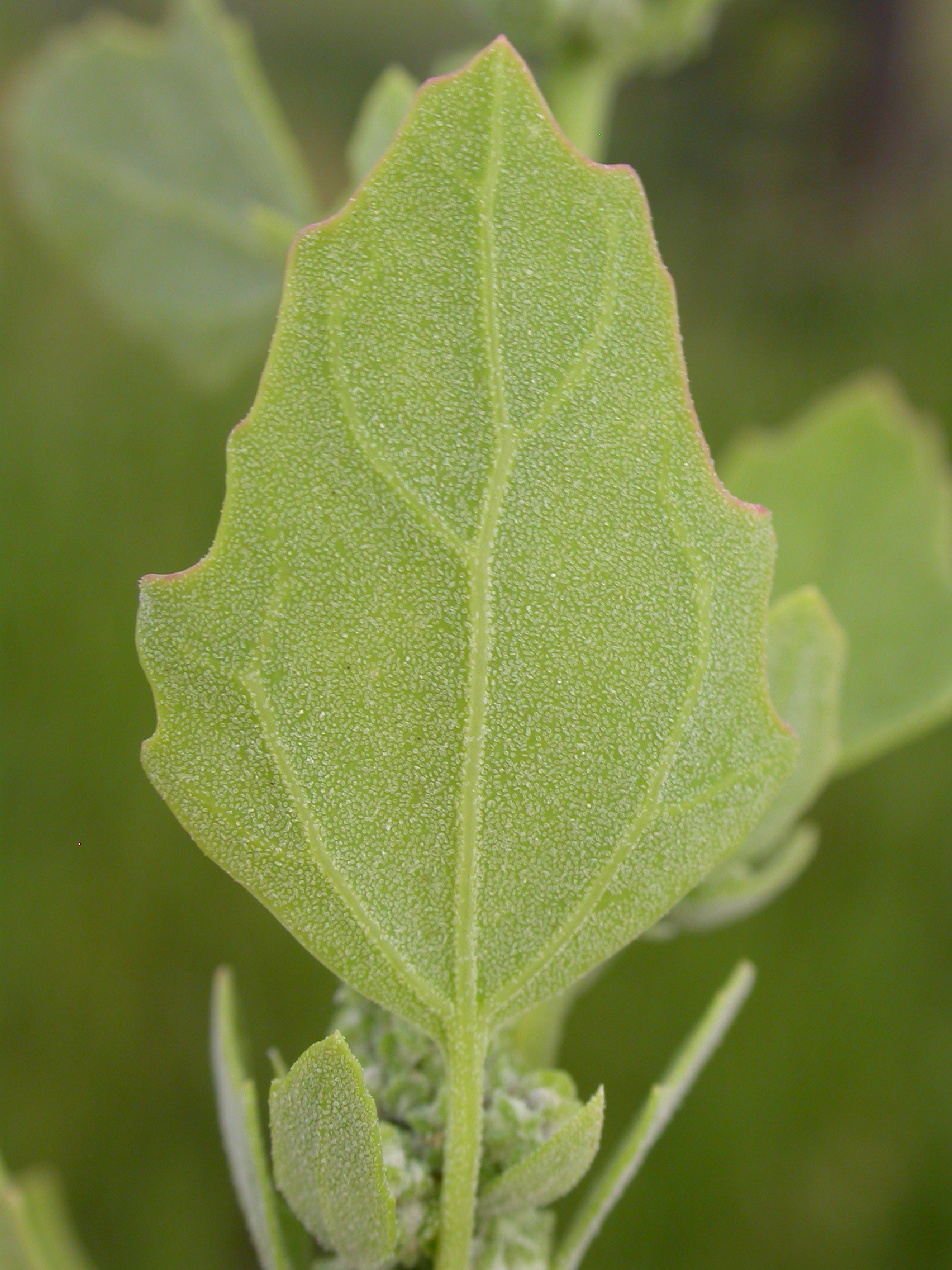
Fulla de C. berlandieri.

Aquesta espècie inclou dues subespècies: el tipus biològic, és a dir, la subespècie C. b. ssp. berlandieri i la C. b. ssp. nuttalliae. La darrera també rep els noms indífgenes de huauzontle, huauthili i el nom en anglès de Nuttall's goosefoot, la subespècie domesticvada cultivada a Mèxic té una reducció substancial del gruix de la testa.
L'espècie tipus inclou aquestes varietats biològiques:
- C. b. ssp. berlandieri var. berlandieri
- C. b. ssp. berlandieri var. boscianum
- C. b. ssp. berlandieri var. bushianum (Bush's goosefoot)
- C. b. ssp. berlandieri var. macrocalycium
- C. b. ssp. berlandieri var. sinuatum
- C. b. ssp. berlandieri var. zschackii (Zschack's goosefoot)

Addicionalment els tres importants cultivars de la subespècie C. b. nuttalliae són are:
- 'Huauzontle' - cultivat pels brots florals.
- 'Chia' - cultivat pel seu gra.
- 'Quelite' - cultivat per les seves fulles.

## Domesticació
C. berlandieri és una de les plantes que van ser cultivades en la prehistòria paleoíndia i el període Woodland (Woodland period) a l'est d'Amèrica del Nord formant part del Eastern Agricultural Complex. Les evidències arqueològiques mostren que es cultivava ja cap al 6500 aC. Les primeres evidències de domesticació s'han trobat a Kentucky oriental. Es va deixar de cultivar en aquesta regió cap a l'any 1750. Es creu que aquesta espècie va ser primer domesticada a Mèxic i el seu conreu posteriorment va anar cap al nord